# Szalagos földiszalakóta
A szalagos földiszalakóta vagy más néven örvösbegyű földiszalakóta (Brachypteracias leptosomus) a madarak osztályának, szalakótaalakúak rendjébe, a földiszalakóta-félék (Brachypteraciidae) családjába tartozó Brachypteracias egyetlen faja.

## Rendszerezése
A fajt René Primevère Lesson francia orvos és ornitológus írta le 1833-ban, a Colaris nembe Colaris leptosomus néven.

## Előfordulása
Madagaszkár keleti részén honos. Természetes élőhelyei a szubtrópusi és trópusi síkvidéki és hegyi esőerdők. Állandó, nem vonuló faj.

## Megjelenése
Testhossza 38 centiméter.
|  |

## Életmódja
Tápláléka 90 százaléka gerinctelenekből áll, de békákat, gekkókat, gyíkokat és kígyókat is fogyaszt.

## Természetvédelmi helyzete
Az elterjedési területe még elég nagy, de csökken, egyedszáma 7800-19600 példány közötti és csökken. A Természetvédelmi Világszövetség Vörös listáján sebezhető fajként szerepel.